# Nadia Krasteva
Nadia Krasteva (Sofia, ...) è un mezzosoprano bulgaro.
Ha fatto parte della compagnia della Wiener Staatsoper dal 2002 al 2012, e ha avuto ruoli da protagonista in molti tra i teatri d'opera più importanti al mondo.

## Biografia
Nata a Sofia in Bulgaria, ha studiato al Conservatorio della città perfezionandosi prima a Vienna e poi a Roma con Anita Cerquetti.
Krasteva ha iniziato la sua carriera operistica in Bulgaria nel 2001, dove ha debuttato sul palcoscenico come Sally Bowles nel musical Cabaret al Teatro Nazionale della Musica Stefan Makedonski di Sofia.
Nel settembre 2002, Krasteva entrò a far parte dell'ensemble dell'Opera di Stato di Vienna, dove rimase fino al giugno 2012, debuttando sul palcoscenico come Fenena nel Nabucco di Verdi, ed esibendosi in più di trenta ruoli, tra cui la Principessa Eboli, Leonor de Guzman, Sara, Preziosilla, Marina, Olga, e Suzuki.
Krasteva ha cantato all'Opera di Stato della Baviera di Monaco, all'Opera di Stato di Vienna, al Teatro alla Scala di Milano, alla De Nationale Opera, alla Staatsoper Unter den Linden, alla Deutsche Oper Berlin, all'Opera di Parigi, all'Opera di Zurigo, al Palau de les Arts Reina Sofía di Valencia, alla Semperoper di Dresda, al Theater an der Wien, all'Arena di Verona, al Metropolitan Opera, al San Francisco Opera, all'Opera di Chicago, al Teatro Bol'šoj di Mosca e al Teatro Colón di Buenos Aires.
Nel 2008, la Krasteva ha fatto il suo debutto al Teatro Bol'šoj nella prima produzione di Carmen nel ruolo principale, in una produzione diretta da Jurij Temirkanov, e diretta da David Pountney.
La Krasteva ha debuttato con la San Francisco Opera nella loro stagione 2015/16, nel ruolo della Principessa Eboli, nel Don Carlo di Verdi, un ruolo che aveva già interpretato con la Metropolitan Opera e la Semperoper di Dresda. Krasteva fa il suo ingresso alla Royal Opera House nella stagione 2017/18, cantando Maddalena nel Rigoletto di Verdi.

## Discografia
- Shostakovich: Lady Macbeth Of Mtsensk - Ingo Metzmacher, Vienna 2009 Orfeo D'or
- Tchaikovsky: None but the Lonely Heart - Selected Romances - Nadia Krasteva, 2016 Gramola
- Wagner, Parsifal (Vienna, 2005) - Thielemann/Domingo/Meier, Deutsche Grammophon

## Filmografia
- Bizet: Carmen - Brno, 2005 Euroarts
- Bizet: Carmen - Andris Nelsons/Anna Netrebko/Massimo Giordano (tenore)/Ildebrando D'Arcangelo, regia Franco Zeffirelli, Vienna 2010 Unitel
- Dvorak: Rusalka - 2012 Kultur
- Menotti: Goya (Theater an der Wien, 2004) - Plácido Domingo, Arthaus Musik
- Verdi: La forza del destino - Zubin Mehta/Nina Stemme/Carlos Álvarez/Salvatore Licitra, 2012 C Major
- Verdi: La forza del destino - Asher Fisch/Jonas Kaufmann, 2016 Sony